# Cordelia comes
Cordelia comes is een vlinder uit de familie van de Lycaenidae. De wetenschappelijke naam van de soort werd als Dipsas comes in 1890 gepubliceerd door Leech.